# 이자요이 리코
이자요이 리코(일본어: 十六夜 リコ, 한국명: 문리아)는 토에이 애니메이션 제작의 애니메이션《마법사 프리큐어!》에 등장하는 가공의 인물이다. 애니메이션에서 목소리를 연기한 성우는 일본판은 호리에 유이, 한국판은 김가령이다.

## 프로필
※. 일본판 / 한국판 順
| 이자요이 리코 / 문리아 | 이자요이 리코 / 문리아     |
| ---------------------- | -------------------------- |
| 성별                   | 여자                       |
| 생일                   | 11월 12일                  |
| 별자리                 | 전갈자리                   |
| 신분                   | 학생                       |
| 소속                   | 마법학교, 츠나기 제1중학교 |
| 포지션                 | 주연, 히로인               |
| 변신체                 | 큐어 매지컬                |
| 상징색                 | 보라색                     |
| 등장 프리큐어 시리즈   | 마법사 프리큐어!           |

## 인물
마법계의 마법학교에 다니는 여자아이로 중1이었다가 나중에 중2로 진급하게 된다. 공부를 잘하는 편이나 마법이 서투른 편으로 강한 힘을 가진 보석 링클스톤 에메랄드를 찾기위해 비마법계에 왔다가 아사히나 미라이를 만나게 된다. 성실하고 책임감이 있는 성격으로 링클스톤 에메랄드를 찾는데 충실한 편이며 무뚝뚝해보이지만 본성이 착해서 어려운 사람을 도와주기도 한다.

## 큐어 매지컬
이자요이 리코가 프리큐어로 변신한 모습. 상징색은 보라색이다.

### 변신 스타일
- 다이아 스타일
- 루비 스타일
- 사파이어 스타일
- 토파즈 스타일
- 알렉산드라이트 스타일